# 島川慎一
島川 慎一（しまかわ しんいち、1975年1月29日 – ）は、日本の車いすラグビー選手。バークレイズ証券株式会社所属。パラリンピックには2004年大会から連続出場し、2016年大会・2020年大会には銅メダル、2024年大会で金メダルを獲得した。

## 経歴
出典
熊本県玉名郡長洲町出身。
21歳の時に交通事故により頸髄を損傷し車いすの生活となる。
1999年夏、車いすラグビーを観戦したことがきっかけで競技を開始する。
2004年アテネパラリンピックに、日本代表および自身としても初出場、8位。
2005年に”BLITZ”を創設。現在まで日本選手権大会で8度の優勝を成し遂げている。同時に2005-2006 シーズンより USQRA(アメリカ国内リーグ)で、Phoenix Heatの一員としてプレーを始める。
2005-2006シーズンのUSQRA DivisionI Nationals（全米選手権）で初優勝、そして外国人選手としては初めてとなるUSQRA athlete of the Year（年間最優秀選手賞）を受賞。その後、アメリカ国内リーグに計4シーズン参加し、内2シーズンは全米優勝を果たす。
2008年北京パラリンピックに出場、7位となる。
2012年ロンドンパラリンピックに出場、初めて準決勝に進出し、4位。
2016年リオデジャネイロパラリンピックに出場、銅メダルを獲得。同年、彩の国スポーツ功労賞を受賞。
2021年、東京2020パラオリンピック競技大会日本代表選手に選ばれて、東京大会でも銅メダル獲得。
2024年、パリパラリンピックに出場し、全戦全勝で日本初の金メダルを獲得。同年、紫綬褒章受章。